# Музеи Киевского университета Святого Владимира
Музеи Киевского университета Святого Владимира — музеи красного корпуса КНУ.

## Музей древностей
Основан в 1836 году как Музей киевских древностей. Основатель и первый заведующий — Кондрат Лохвицкий. Музей находился в ведении Временного комитета для исследования древностей в Киеве. Основу коллекции музея составляли археологические материалы древнерусской эпохи, найденные на территории исторического ядра Киева. В то же время комплектовалась профильная библиотека. В 1842 году музей был преобразован в Музей изящных искусств и древностей. В 1845 году подчинён Временной комиссии для рассмотрения древних актов при киевском, волынском и подольском генерал-губернаторе. В 1873 году разделён на музей древностей (археологический) и музей изящных искусств. В 1838—1854 годах музеем заведовал А. Ставровский, в 1854—1865 годах — Я. Волошинский, в 1865—1873 — И. Линниченко. Особую роль в развитии музея сыграл В. Антонович, заведовавший им в 1873—1901. Он комплектовал сборник всех археологических культур на территории Украины. Коллекции росли благодаря поступлениям из различных учреждений (в частности из Кременецкого лицея), пожертвованиям частных лиц, закупкам. Большую часть пополнений составляли материалы археологических исследований в Киеве, Ольвии, Киевской губернии, Подольской губернии, Волынской губернии, на Кавказе, которые проводили преподаватели университета. В 1837 году музейное собрание насчитывало 150 единиц хранения, в 1898 — 6062 экземпляра, 583 названия книг, 429 планов, рисунков, планов, связанных с раскопками и тому подобное. Музей служил научным и учебным целям.

## Музей изящных искусств
Музей изящных искусств возник в 1834 году. Его собрание включало слепки с известных и типичных произведений, картины, гравюры, иллюстрированные атласы, коллекции архитектурных моделей, инструментов, строительных принадлежностей, приспособлений для рисовальной школы, которые использовались как учебный демонстрационный материал кафедрой теории и истории искусств. Формировалась специализированная библиотека. Собрание содержало лишь отдельные ценные художественные произведения. В 1920-х гг. коллекции археологического и художественного музеев были распределены между различными науками, музейными и учебными заведениями.

## Нумизматический музей
Нумизматический музей, основанный в 1835 году, считался одним из лучших в Российской империи по количеству и содержанию собрания. В 1837 году в музей поступило около 23 тыс. монет и медалей Виленского университета (ныне Вильнюсский университет), из которых 19 тыс. экземпляров составляла нумизматическая коллекция Кременецкого лицея, позже — небольшие подборки монет виленских духовной и медицинской академий, Луцкой гимназии, Теофипольского уездного дворянского училища и др. Все они хранились сначала в библиотеке. В 1838 году был создан Минц-кабинет, который в 1842 году вошёл в Музей изящных искусств и древностей в составе библиотеки. Сначала музеем ведал заведующий библиотекой: 1835-1845 — П. Ярковский, 1845-1852 - А. Красовский. Первым хранителем Минц-кабинета как самостоятельного научно-вспомогательного учреждения был назначен Я. Волошинский (1852-65). В 1865 году должность хранителя упразднили, обязанности возлагались на одного из преподавателей историко-филологического факультета. Ими были К. Страшкевич (1865-68), В. Иконников (1868-72), В. Антонович (1872—1906). В 1844 году была организована экспозиция, в 1848 году музей был открыт для посещения, и заведение стало первым в городе публичным музеем. В него поступали находки с территории Киевской, Волынской и Подольской губерний, памятники из Екатеринославской губернии, Черниговской губернии и др. губерний. С 1859 сокровища, найденные в Российской империи, отправлялись Императорской археологической комиссии в г. Санкт-Петербург, что приводило к их распылению. После рассмотрения их часто распределяли между различными музейными сборниками, и они теряли свою целостность и историческую ценность. Лишь часть предметов оставалась или возвращалась в музей. При В. Антоновиче собрание музея увеличилось вдвое и к 1906 году насчитывало уже 60 тыс. единиц хранения. Он много сделал для её изучения и введения в научный оборот, в частности в 1906 году опубликовал отдельным изданием описание монет и медалей музея. Сборник был упорядочен по коллекциям, которые отражали историю денежного обращения разных стран и государств. В их числе — греческая, римская, древнерусская, русская, польская, немецкая коллекции, которые в 1915 году были отправлены в Саратов, при этом часть памятников была депаспортизована. В 1927 году сборник передан ВУАН (ныне национальная академия наук Украины) уже в урезанном состоянии, в 1931 году — во Всеукраинский музейный городок, в 1933 году — в Центральный исторический музей им. Т. Шевченко (ныне Национальный музей истории Украины).
Учебное и научное назначение коллекции формировали ещё несколько университетских музеев — минералогический, зоологический, ботанический, анатомический театр и др.